# Pescoso
Pescoso (oficialmente Santa Mariña de Pescoso) es una parroquia española del municipio de Rodeiro, perteneciente a la provincia de Pontevedra, en la comunidad autónoma de Galicia.

## Historia
Hacia mediados del siglo XIX, la parroquia, ya por entonces perteneciente a Rodeiro, tenía contabilizada una población de doscientos habitantes. Aparece descrita en el duodécimo volumen del Diccionario geográfico-estadístico-histórico de España y sus posesiones de Ultramar de Pascual Madoz con las siguientes palabras:

PESCOSO (Sta. Maria): felig. en la prov. de Pontevedra (11 leg.), part. jud. de Lalin, (1 1/2, dióc. de Lugo (11), ayunt. de Rodeiro. sit. á la der. del r. Arnego, con libre ventilacion y clima sano. Tiene 52 casas en las aldeas de Achacan, Cabanas, Coto, Iglesia, Paredes, Pescoso, Quinta, Sá y Suime. La igl. parr. (Sta. Maria), está servida por un cura de provision en concurso. Confina el térm. con dicho r. Arnego, y las parr. de Pedroso al N. y Rio al S. El terreno es montuoso y quebrado. prod.: maiz, centeno, patatas, legumbres, madera, castañas y pastos; cria ganado vacuno, lanar y cabrío; caza mayor y menor, animales dañinos y alguna pesca menuda. pobl.: 52 vec., 200 alm. contr.: con su ayunt. (V.).
(Madoz, 1849, p. 820)

En 2023, tenía empadronados 126 habitantes.